# José María Moralejo
José María Moralejo, más conocido como el Cura de Brihuega, (Colmenar de Oreja, Madrid, 2 de octubre de 1774 - Madrid, circa 1849) escritor liberal español y educador de sordomudos de la primera mitad del siglo XIX.

## Biografía
Nacido en Colmenar de Oreja, al sur de la provincia de Madrid, se doctoró en Teología por la Universidad de Alcalá de Henares y fue cura propio de la iglesia de San Juan, en Brihuega; dicen[cita requerida] que luchó a favor de los patriotas en la Guerra de la Independencia. Acompañó, como Presidente de la Sociedad patriótica de la Cruz de Malta a Rafael del Riego en su triunfal entrada a Madrid en 1820. Es autor de un Plan de reforma del clero, 1821, y fue secretario de la Sociedad Patriótica Landaburiana desde el 30 de diciembre de 1822, durante el Trienio Liberal. Pascual Madoz dice que publicó algunos folletos con el pseudónimo El Pobrecito Trabajador, en refutación del Filósofo Rancio. En 1823 debió emigrar, a través de Gibraltar, a Inglaterra, donde reside hasta 1831; se traslada a Lille (Francia), donde colabora en la educación de sordomudos en la escuela fundada y dirigida por Jean Massieu; hacia 1835 se encuentra en París, donde publicó Manuel de conversations françaises et espagnoles, París, 1835. Señala Pascual Madoz que en su exilio observó que el Instituto de Sordomudos de Gante (Bélgica) no contaba en sus enseñanzas con método alguno que les hiciera hablar y comprender por la vista, por lo que orientó un aprendizaje en tal sentido. En 1837 se traslada a Barcelona y publica con Luis Rubió Primeros principios de Gramática Jeneral aplicados al idioma castellano, 1838, en el que los autores se titulan directores de la Alianza Oriental en favor de los Sordomudos y profesores de la Escuela de Sordomudos de la Junta de Comercio (Lonja de Barcelona). Dirigen allí un Instituto de Sordomudos. También publican Primeros elementos del idioma castellano. Introducción al arte de leer, Barcelona, 1838, Árbol ideolójico. Conocimientos jenerales. Medios de adquirir los particulares, Barcelona, 1839 y Arte de discurrir o Lójica, Barcelona, 1839. En 1840 se traslada a Madrid, donde fue nombrado Catedrático sustituto o interino de Teología en la Universidad Literaria de Madrid (actual Universidad Complutense de Madrid), hasta 1847. En 1848 solicita una pensión por cesantía, que, al parecer, le fue denegada. En 1849 se pierden noticias de él, aunque tanto Menéndez y Pelayo como Vicente de la Fuente dicen que murió pobre y loco.